# Tryptyk z Pławna

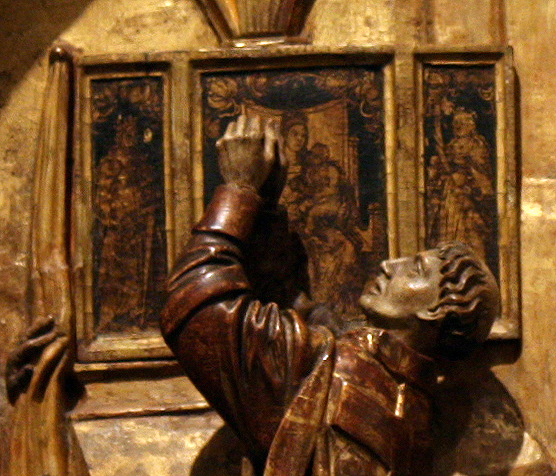
Biskup Stanisław ze Szczepanowa modlący się przed ołtarzem – fragment sceny Zabójstwa

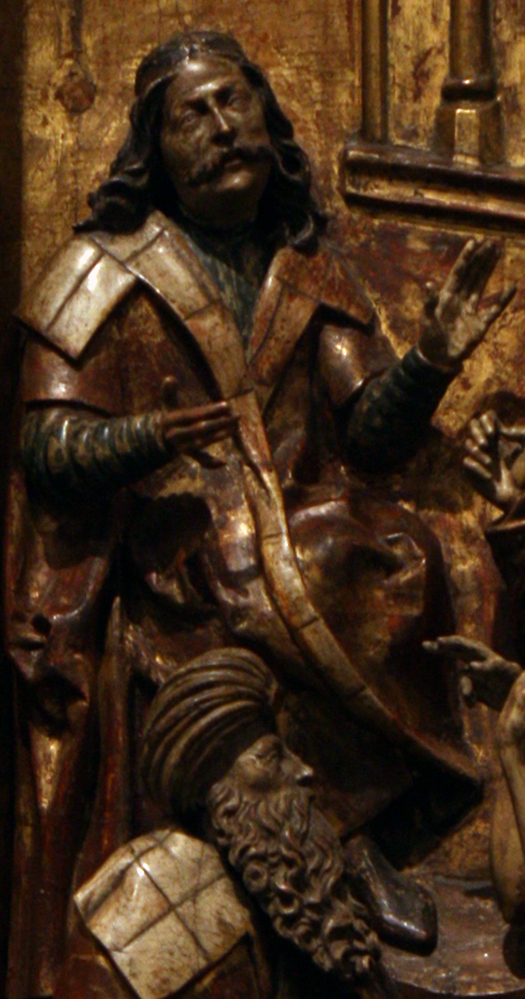
Król Bolesław Szczodry wydający wyrok w scenie Świadczenia

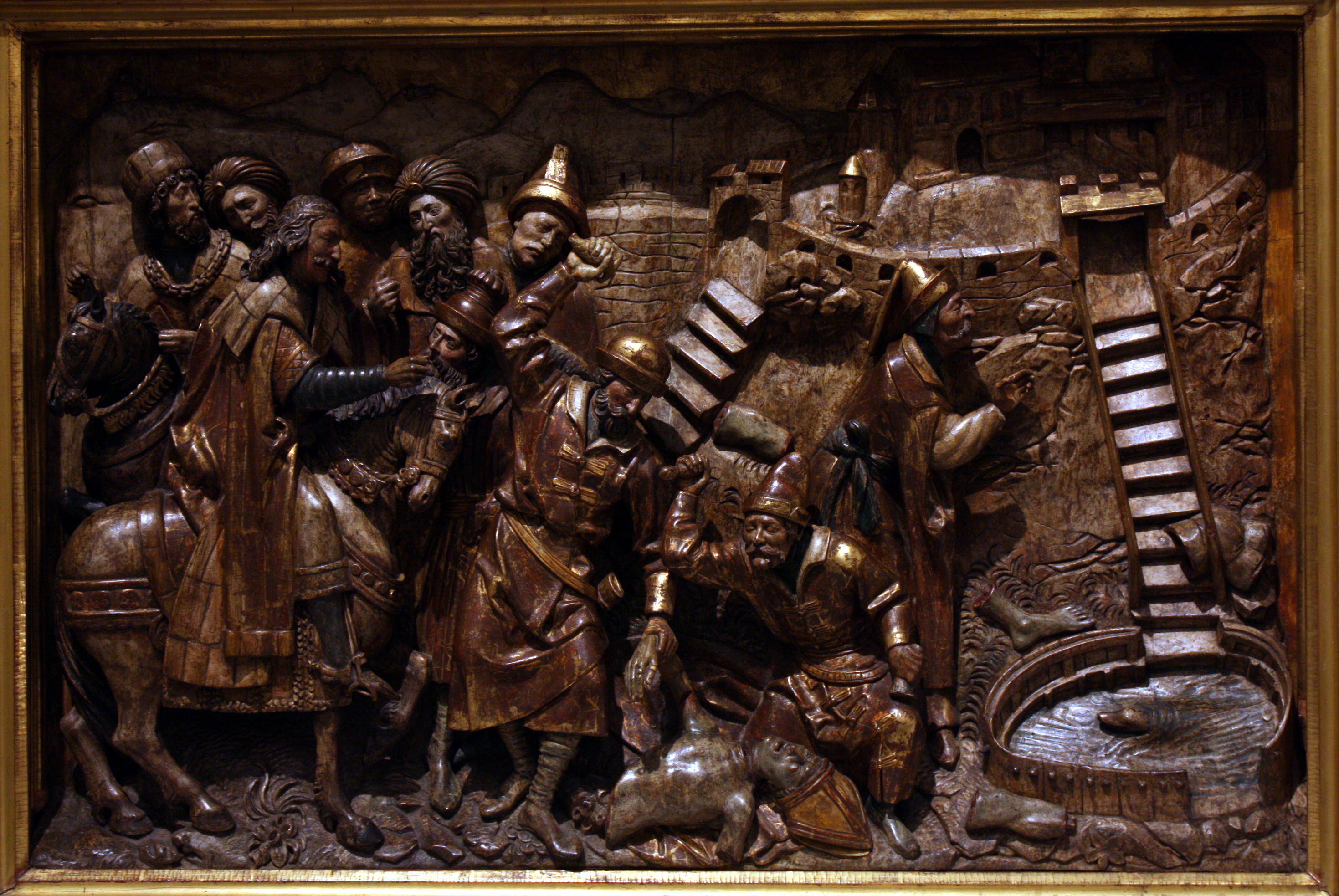
Kwatera ze sceną Rozsiekania zwłok świętego Stanisława

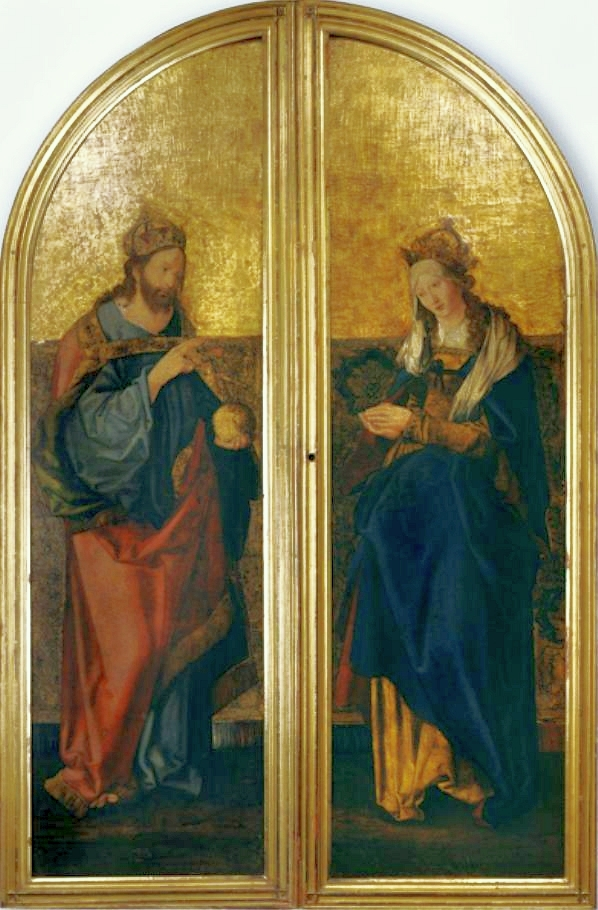
Chrystus Król, Zbawiciel Świata i Maria Królowa Niebios – przypisywane Hansowi z Kulmbachu malowane rewersy ołtarza

Tryptyk z Pławna – gotycko-renesansowe retabulum ołtarzowe wykonane na początku XVI wieku w Krakowie. Otwarty ołtarz przedstawia rzeźbione przez nieznanego artystę sceny z żywota św. Stanisława, zamknięty malowane wizerunki Jezusa Chrystusa i Marii, których autorem jest najprawdopodobniej Hans Süss z Kulmbachu. Pierwotnie tryptyk zdobił jeden z krakowskich kościołów lub prywatną kaplicę, następnie przeniesiony został do kościoła w Pławnie. Obecnie prezentowany jest w Galerii Sztuki Średniowiecznej Muzeum Narodowego w Warszawie.

## Dzieje
Historia ołtarza pławnieńskiego pozbawiona jest źródeł umożliwiających rozwiązanie kwestii autorstwa, miejsca wykonania i świątyni, dla której został przeznaczony. Pierwszych wiarygodnych informacji dostarczają trzy akta wizytacji z lat 1712, 1747 i 1779, sporządzone na polecenie biskupa, opisujące kościół w Pławnie. Źródła te potwierdzają, iż pierwotnie tryptyk posiadał m.in. krucyfiks na zwieńczeniu korpusu.
Wszyscy badacze dzieła wykluczają Pławno jako miejsce pierwotnego przeznaczenia tryptyku. Trafił on tutaj w dobie baroku, gdy liczne starsze dzieła malarskie i rzeźbiarskie z krakowskich kościołów były zastępowane wystrojem zgodnym z bieżącymi tendencjami artystycznymi, a dawne ołtarze, figury i obrazy przenoszono do wiejskich parafii w Małopolsce, do której wówczas należało również Pławno.
W 1898 w Warszawie pod kierunkiem Witolda Urbańskiego dokonano pierwszej gruntownej konserwacji tryptyku. Podczas II wojny światowej hitlerowcy przenieśli dzieło do Krakowa. Po 1945 ponownie przeszło konserwację, którą kierował Marian Słonecki, znany m.in. z odnowienia Ołtarza Mariackiego Wita Stwosza. W 1953 roku tryptyk został przekazany do Muzeum Narodowego w Warszawie, gdzie znajduje się do dziś. W kościele w Pławnie znajduje się jego wierna kopia. Oryginał był kilkakrotnie prezentowany na wystawach czasowych, m.in. na Zamku Królewskim na Wawelu na wystawie pt. „Na znak świetnego zwycięstwa” zorganizowanej na 600 rocznicę bitwy pod Grunwaldem.

## Wygląd
Retabulum ma formę tryptyku, składa się z półkoliście zamkniętego korpusu i pary ruchomych skrzydeł. Jego wymiary wynoszą 195 na 190 cm. Na rewersach skrzydeł, tworzących zamknięcie ołtarza, znajdują się dwa malowidła przedstawiające postacie Chrystusa i Maryi jako Rex et Salvator Mundi i Regina Coeli. Przedstawiony z lewej strony Chrystus w złotej koronie jest odziany w tunikę i szkarłatny płaszcz. W lewej ręce trzyma globus cruciger, prawą zaś błogosławi Marię. Matka Boża jest również ukoronowana, ma złożone modlitewnie ręce, odziana jest w ciemnoniebieski płaszcz, a na ramionach ma białą chustę. Oboje stoją na tle wzorzystej, złotej kotary; mają wysmukłe sylwetki i delikatne rysy twarzy, zaś ich obfite szaty cechuje dynamiczny układ fałdów.
Po otwarciu skrzydeł ukazuje się sześć rzeźbionych w drewnie lipowym, polichromowanych i złoconych scen zgrupowanych w dwóch strefach, podejmujących wybrane wątki Żywota św. Stanisława. Narracja biegnie w każdej części tryptyku z góry do dołu. Na lewym skrzydle znajdują się Kupno wsi Piotrawin i Świadczenie przed królem Bolesławem, pośrodku Zabójstwo biskupa Stanisława i Rozsiekanie zwłok na Skałce, zaś po prawej Przeniesienie ciała Stanisława i Kanonizacja. Każda scena jest odrębną płaskorzeźbą charakteryzującą się zróżnicowanym sposobem opracowania treści. Zgodnie z tzw. techniką łączną (współistnienie reliefów wypukłego i wklęsłego) niektóre fragmenty charakteryzują się płaskim reliefem, a inne (głównie głowy niektórych postaci) mają cechy rzeźby pełnoplastycznej.

## Analiza
Uwagę zwraca czytelny podział treści otwartego tryptyku. Lewe skrzydło zawiera wątki o odcieniu gospodarczo-politycznym, treść środkowego skrzydła oscyluje wokół męczeństwa biskupa krakowskiego, prawa zaś obrazuje rosnący kult biskupa. Zawarty w Kronice Galla Anonima wątek dotyczący wykonania wyroku śmierci na Stanisławie za zdradę kłóci się z treścią Kroniki Wincentego Kadłubka, na podstawie której na tryptyku pławnieńskim została zobrazowana scena zabójstwa biskupa przez samego monarchę, Bolesława Szczodrego. Wydarzenia z 11 kwietnia 1079, spisane przez Kadłubka, miały wpływ na kanonizację krakowskiego hierarchy przez papieża Innocentego IV, która miała miejsce 8 września 1253 w Asyżu. Około 1260 roku Wincenty z Kielc napisał Żywot św. Stanisława, w którym opisane są historia kupna wsi, posiadłości rycerza Piotrowina i epizod świadczenia biskupa przed królem, w którym Stanisław broni się przed zaskarżeniem ze strony krewnych rycerza, roszczących sobie prawa do majątków po zmarłym rycerzu. Oba wątki obrazują dążenie krakowskiego kościoła do niezależności od władzy królewskiej, także od stron materialnej i majątkowej, co stanowiło istotny argument w walce o znaczenie i autorytet duchowieństwa także na polu świeckim. Kult św. Stanisława, patrona dóbr kościelnych, ożywił się w Krakowie w okresie późnego średniowiecza, bowiem w początkowych latach panowania Kazimierza Jagiellończyka miał miejsce długi spór między kapitułą krakowską i Zbigniewem Oleśnickim z królem. Oleśnicki umacniał kult św. Stanisława legitymizując swoje prawa i świecki autorytet, podważany nie tylko przez Jagiellończyka, lecz także szlachtę. Paradoksalnie, głównie za sprawą Jana Długosza, miał miejsce wzrost kultu św. Stanisława jako patrona narodu polskiego. Na korpusie ołtarza ukazano najbardziej dramatyczne wątki Żywota, obrazujące męczeńską śmierć św. Stanisława oraz rozsiekanie zwłok, które cudownie zostały złączone. Prawe skrzydło przekazuje świadectwa glorii pośmiertnej św. Stanisława. Dolna kwatera wyobraża złożenie zrośniętego już ciała do grobu, górna – treściowo i formalnie nawiązując do sceny Świadczenia przed królem, ukazuje etap procesu kanonizacyjnego, w którym przesłuchiwani są świadkowie cudów. Zrośnięcie się rozdzielonych członków odczytywano jako cudowny znak przesądzający o sakralnym charakterze męczeńskiej ofiary biskupa, a kanonizacja pieczętowała ten fakt w wymiarze ziemskim.
Twórca Tryptyku z Pławna pominął niektóre wątki Żywota, m.in. Wskrzeszenie Piotrawina i Strzeżenia zwłok przez orły (znane z licznych dzieł późnogotyckich). Ponadto w ołtarzu pławnieńskim artysta zdystansował się do moralizatorskiego aspektu obrazowania Żywota, gdzie postać Bolesława Szczodrego jest deprecjonowana. Monarcha zostaje zobrazowany w sposób równie szlachetny jak biskup, co egzemplifikuje scena Świadczenia, dając do zrozumienia słuszność autorytetu króla.
Wykonawca dzieła wykazał wysoki poziom w operowaniu dłutem, biegłość i opanowanie rzemiosła snycerskiego, zarówno w aranżacji kompozycji, jak i budowaniu przestrzeni oraz dbałości o detal. Postaci zostały umieszczone w przestrzeni w sposób zróżnicowany, zachowując charakterystyczną dla późnogotyckiej snycerki indywidualność fizjonomii twarzy. Indywidualność osób rzeźbiarz podkreślił również poprzez kostiumy – ubrane są one w stroje określające nie tylko stan i profesję, lecz także ukazujące ówczesną modę. Duża dbałość o szczegóły dotyczy także przedmiotów i elementów architektonicznych, głównie o późnogotyckiej formie (spośród nich wyróżnia się tryptyk, przed którym się modli św. Stanisław, w scenie Zabójstwa; są na nim widoczne postacie Marii z Dzieciątkiem oraz świętych Dziewic, Katarzyny i Barbary).
Tryptyk z Pławna łączy cechy gotyckie z renesansowymi. Nowy kierunek obrazują m.in. malowane rewersy, których autorem jest najprawdopodobniej Hans Süss z Kulmbachu działający w Krakowie w latach 1514–1518, głównie dla rodu Bonerów. Wedle obecnego stanu wiedzy niewykluczone jest też, iż ten sam artysta jest twórcą rzeźbionych awersów. Co więcej, w tym samym kręgu artystycznym wykonano Ołtarz Św. Jana Chrzciciela (obecnie w kościele Św. Floriana w Krakowie. Malarskie elementy są również dziełem Hansa Süssa, który opracował koncepcję awersów, zaś wykonawcą jest jego współpracownik zaznajomiony z twórczością Tilmana Riemenschneidera.
Istnieje kilka presumpcji co do proweniencji pławnieńskiego retabulum. Zgodnie z jedną z hipotez zdobił on prywatną kaplicę możnego rodu (najprawdopodobniej Bonerów), bądź był umiejscowiony w kościele Mariackim albo kościele na Skałce. Niewykluczone, że tryptyk pławneński mógł posłużyć jako model dla srebrnego retabulum ołtarza, ufundowanego przez króla Zygmunta Starego, wykonanego w norymberskim warsztacie Alberta Glima i umieszczonego w dawnym ołtarzu Św. Stanisława na skrzyżowaniu naw w katedrze wawelskiej, zniszczonego podczas potopu szwedzkiego.
Tryptyk z Pławna jest jednym z wielu dzieł o wysokiej klasie artystycznej, które powstały w dobie Jagiellonów. Co więcej, wiele z nich ma silny związek z kultem św. Stanisława ze Szczepanowa, m.in. gotycko-renesansowy Poliptyk Wieniawski (od kościoła Św. Katarzyny w Wieniawie, gdzie obecnie się znajduje), zaginiona dziś srebrna figura św. Stanisława z kościoła na Skałce), dwa relikwiarze puszkowe, dary królowych: Zofii Jagiellońskiej (żony Władysława II Jagiełły) mieszczące później relikwie św. Floriana oraz Elżbiety Rakuszanki (żony Kazimierza Jagiellończyka) dla katedry krakowskiej, dzieło Marcina Marcińca, ornat Piotra Kmity, znany ze źródeł srebrny Ołtarz Św. Stanisława, liczne nastawy ołtarzowe (m.in. w kościele Św. Stanisława w Starym Bielsku (ob. część Bielska-Białej).